# Гледичія (пам'ятка природи)
Гледи́чія — ботанічна пам'ятка природи місцевого значення в Україні. Об'єкт природно-заповідного фонду Львівської області.
Зростає у місті Львові, на вулиці Котляревського, біля будинку № 15, який збудований у 1912—1913 роках за проектом архітекторів Ігнатія Кєндзєрського та Адама Опольського.

## Пам'ятка
Площа пам'ятки — 0,05 га. Включено до об'єктів природо-заповідного фонду рішенням Львівського облвиконкому № 495 від 9 жовтня 1984 року. Перебуває у віддані ЛКП «Затишне».
Статус надано для збереження дерева гледичії колючої, яке є вихідцем з Північної Америки, акліматизованим в Україні.

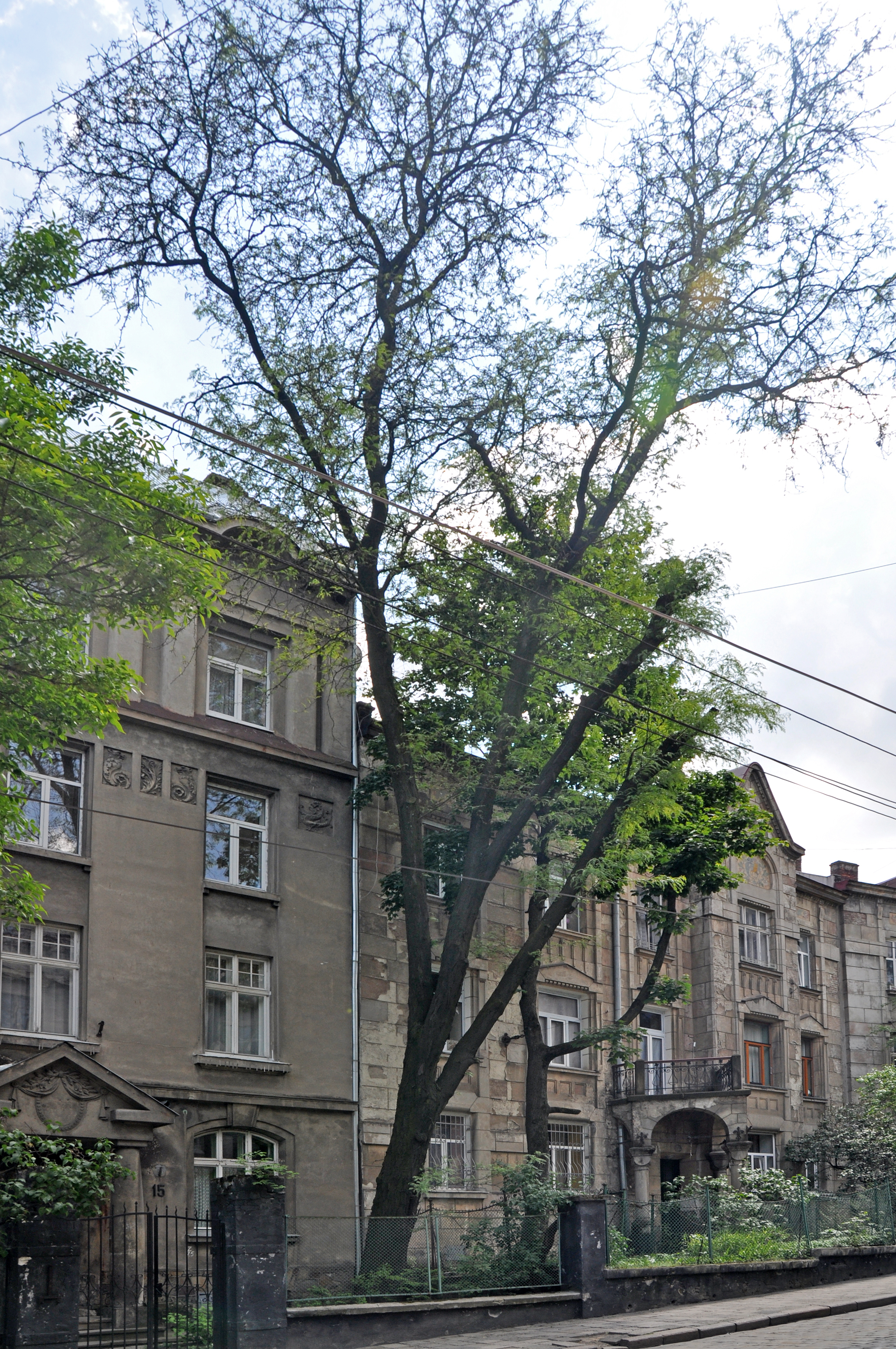